# Myopsyche elachista
Myopsyche elachista là một loài bướm đêm thuộc phân họ Arctiinae, họ Erebidae.